# 武士助手逢坂君！
《武士助手逢坂君！》是所創作的日本漫畫，於《Big Comic Spirits》2019年第50號至2021年第19號期間連載。
2021年獲改編為日本電視台連續劇，濱田崇裕（Johnny's WEST）主演，7月26日至9月27日深夜播映。

## 出版書籍
| 卷數 | 小學館         | 小學館                 |
| 卷數 | 發售日期       | ISBN                   |
| ---- | -------------- | ---------------------- |
| 1    | 2020年2月28日  | ISBN 978-4-09-860541-5 |
| 2    | 2020年4月27日  | ISBN 978-4-09-860594-1 |
| 3    | 2020年7月30日  | ISBN 978-4-09-860678-8 |
| 4    | 2020年10月28日 | ISBN 978-4-09-860751-8 |
| 5    | 2021年5月28日  | ISBN 978-4-09-860869-0 |
| 6    | 2021年6月30日  | ISBN 978-4-09-861099-0 |

## 電視劇
台灣OTT平台由friDay影音自2021年7月27日起，每週二中午12點獨家跟播。

### 演員列表
- 逢坂總司郎：濱田崇裕（Johnny's WEST）
- 宮上裕樹：今井隆文
- ：久保田紗友
- 緋村清人：森本慎太郎（SixTONES）
- 瀨戶水緒：長井短
- 鶯谷寬喜：高嶋政宏

## 外部連結
- 小學館官方網站（日語）
- 電視劇官方網站（日語）